# Herman Badillo

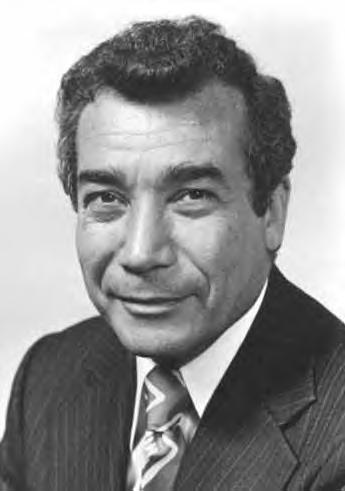
Herman Badillo

Herman Badillo (* 21. August 1929 in Caguas, Puerto Rico; † 3. Dezember 2014 in New York City, New York) war ein US-amerikanischer Politiker. Zwischen 1971 und 1977 vertrat er den Bundesstaat New York im US-Repräsentantenhaus.

## Werdegang
Herman Badillo besuchte die öffentlichen Schulen in New York City, wohin er nach dem Tod seiner Eltern zu einer Tante gezogen war. Im Jahr 1951 absolvierte er das City College of New York. Nach einem anschließenden Jurastudium an der Brooklyn Law School und seiner 1954 erfolgten Zulassung als Rechtsanwalt begann er ab 1955 in diesem Beruf zu arbeiten. 1956 wurde er auch als vereidigter Buchhalter tätig. Politisch schloss er sich der Demokratischen Partei an. Zwischen 1962 und 1965 arbeitete er für die städtische Behörde New York City Department of Relocation; von 1966 bis 1970 war er Borough-Präsident der Bronx. 1967 nahm er als Delegierter am regionalen Parteitag für New York teil; ein Jahr später übte er die gleiche Tätigkeit auf der Democratic National Convention aus. In den Jahren 1969, 1973, und 1977 bewarb er sich erfolglos um die Nominierung seiner Partei für die Wahlen zum Bürgermeister von New York.
Bei den Kongresswahlen des Jahres 1970 wurde Badillo im 22. Wahlbezirk von New York in das US-Repräsentantenhaus in Washington, D.C. gewählt, wo er am 3. Januar 1971 die Nachfolge von Jacob H. Gilbert antrat. Nach drei Wiederwahlen im 21. Distrikt seines Staates konnte er bis zu seinem Rücktritt am 31. Dezember 1977 im Kongress verbleiben. In diese Zeit fielen unter anderem das Ende des Vietnamkrieges und die Watergate-Affäre.
Sein Rücktritt erfolgte, weil er das Amt eines von sieben stellvertretenden Bürgermeistern von New York angenommen hatte. Unter der Verwaltung von Bürgermeister Ed Koch war er unter anderem für das Fachgebiet Arbeit zuständig. Dieses Amt bekleidete er bis zum September 1979. Er trat nach einem Zerwürfnis mit Koch um die Frage eines Förderprogramms für die Bronx zurück. Danach praktizierte Badillo wieder als Anwalt. Zwischen 1984 und 1986 war er Vorstandsvorsitzender der New York Mortgage Agency. In den Jahren 1986 und 1993 kandidierte er erfolglos für das Amt des New York State Comptroller. In den 1990er Jahren tendierte Badillo mehr zur Republikanischen Partei, deren Mitglied er Ende dieses Jahrzehnts wurde. Trotz seines inzwischen hohen Alters war Herman Badillo bis zuletzt als Rechtsanwalt in einer großen Kanzlei tätig.